# کوه محابورا
کوه محابورا (به لاتین: Mount Muhabura) یک کوه در رواندا است که در Musanze District واقع شده‌است. کوه محابورا ۴٬۱۲۷ متر بالاتر از سطح دریا واقع شده‌است.